# موه البوق
مَوَهُ البُوق (بالإنجليزية: hydrosalpinx) هو عبارة عن انسداد قناة فالوب بشكل كامل بسائل مصلي أو شفاف. قد يصبح الأنبوب المسدود منتفخ بصورة ملحوظة مما يعطيه شكل السجق أو المُعْوَجَّة. وغالبا ما تكون الحالة في كلا الجانبين، ويمكن أن يصل قطر الأنابيب المتضررة إلى عدة سنتيمترات. وتسبب الأنابيب المسدودة العقم.
كلمة Hydrosalpinx هي مركب من الكلمات اليونانية ὕδωρ (هيدر hydōr- «المياه»))، و σάλπιγξ (سالبينس sálpinx- «البوق»)؛ وجمعها هو hydrosalpinges.

## علامات وأعراض

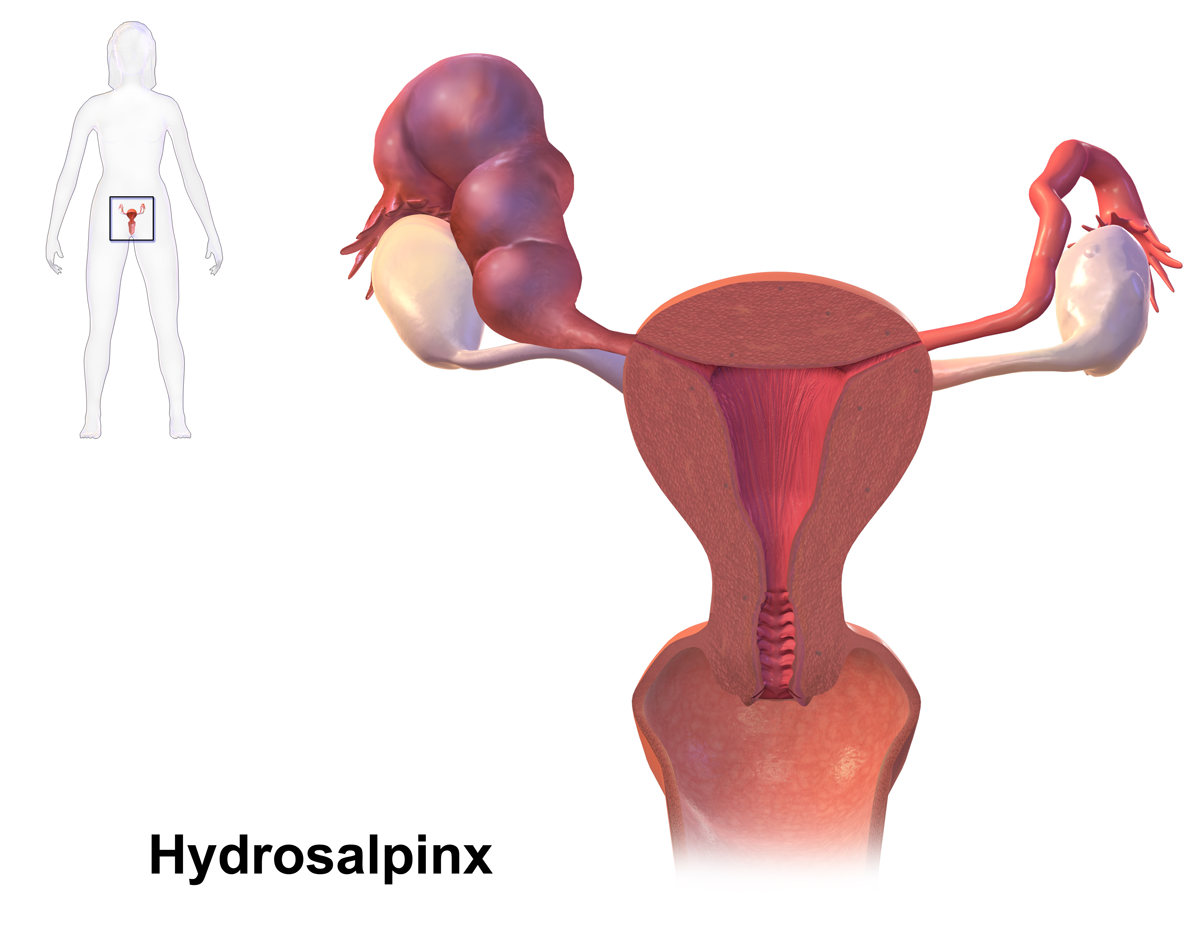
موه البوق

قد تختلف الأعراض من شخص لآخر. بعض المرضى يكون لديهم آلام متكررة في البطن أو الحوض، في حين أن البعض الآخر قد لا يعانون من أي أعراض. وحيث أنه في هذه الحالة تكون وظيفة الأنابيب معاقة، فإن العقم عرض شائع. وقد تمر حالات المرضى الذين لا يحاولون الحمل ولا يعانون من ألم دون الكشف عنها.
وقد يرتبط التهاب بطانة الرحم، وتمزق الزائدة الدودية الملتهبة، وجراحة البطن في بعض الأحيان مع هذه المشكلة. ويرسل الجسم الخلايا الالتهابية في المنطقة كرد فعل للإصابة، ويؤدي الالتهاب والشفاء في وقت لاحق إلى فقدان خمل البوق وانغلاق الأنبوب. وعادة ما تؤثر هذه الإصابات على كلتا قناتي فالوب، وعلى الرغم من أنه يمكن أن يكون موه البوق على جانب واحد، غالبا ما يكون الأنبوب على الجانب الآخر غير طبيعي. وعادة ما يكون السائل البوقي معقما في الوقت الذي يتم اكتشافه، ولا يحتوي على عدوى نشطة.

## الأسباب
السبب الرئيسي لانسداد الجزء البعيد من البوق هو مرض التهاب الحوض، وعادة ما يكون نتيجة لعدوى تصاعدية من قِبَل الكلاميديا أو السيلان. ومع ذلك، ليس كل الالتهابات الحوضية تسبب الانسداد الأنبوبي القاصي. ويعتبر إصابة البوق بالسل سبب غير شائع لتكوّن موه البوق.
في حين أن أهداب البطانة الداخلية لقناة فالوب تضرب نحو الرحم، إلا أنه عادة ما يتم تفريغ السائل البوقي عن طريق نهاية خمل البوق في تجويف البريتوني حيث يتم التخلص منه. إذا حدث التصاق في الأنبوب من ناحية خمل البوق، لن تسمح العرقلة الناتجة بتمرير السائل الأنبوبي، فيتراكم ويعكس تدفقه ويصب في الرحم، أو قد يتوقف إنتاج السائل بسبب تلف البطانة الداخلية للقناة. ويصبح هذا الأنبوب غير قادر على المشاركة في عملية الإنجاب، حيث لن تستطيع الحيوانات المنوية المرور، ولن يتم التقاط البويضات، ولن يحدث إخصاب.
وتشمل الأسباب الأخرى للانسداد البوقي البعيد تكوّن التصاق نتيجة جراحة، أو التهاب بطانة الرحم، أو سرطان الأنبوب أو المبيض أو الأعضاء الأخرى المحيطة.
ومن الشائع ارتباط تدمي البوق بالحمل خارج الرحم. بينما يتواجد تقيح البوق عادة في المرحلة الأكثر حدة من مرض التهاب الحوض، وربما يكون جزءا من خراج بوقي مبيضي.
يشير مصطلح الشَبَم البوقي أو تضيق البوق إلى الحالة التي يحدث فيها انغلاق نهاية البوق جزئيًا، وفي هذه الحالة يتم عرقلة الخصوبة، ويزداد خطر الحمل خارج الرحم.

## التشخيص
يمكن تشخيص موه البوق باستخدام الموجات فوق الصوتية. ولكن قد لا تستطيع الموجات فوق الصوتية تشخيص موه البوق الصغير. وقد يُظهر تصوير الرحم بالصبغة (وهو إجراء بالأشعة السينية التي تستخدم عامل التباين لتصوير أنابيب فالوب) أثناء فحوصات حالات العقم شكل يشبه المعوجة للأنابيب المنتفخة مع غياب تسرب الصبغة في البريتون. ومع ذلك، إذا كان هناك انسداد أنبوبي عند موضع اتصال الرحم بالأنبوب، قد لا يتم اكتشافه. ويجب إعطاء المضادات الحيوية عندما يتم الكشف عن موه البوق باستخدام تصوير الرحم بالصبغة؛ وذلك للحد من خطر إعادة تنشيط العملية الالتهابية.
عند أداء تنظير البطن، قد يُلاحظ الجراح انتفاخ الأنابيب، وتحديد مكان الانسداد، كما يمكن أن يجد أيضًا التصاقات مصاحبة تؤثر على أعضاء الحوض. لا يتيح تنظير البطن تشخيص موه البوق فقط، ولكنه يعتبر أيضًا وسيلة للعلاج (انظر العلاج).

## الوقاية
نظرًا لأن مرض التهاب الحوض هو السبب الرئيسي لموه البوق، سوف يقلل اتخاذ خطوات للحد من الأمراض المنقولة جنسيا من حدوث موه البوق. وأيضًا، بما أن موه البوق هو نتيجة لعدوى الحوض، فيجب التوجه للعلاج المبكرلها بالمضادات الحيوية الكافية.

## العلاج
خضع معظم المرضى من القرن الماضي الذين عانوا من العقم البوقي بسبب موه البوق لعملية جراحية تصحيحية للبوق لفتح نهايته البعيدة المغلقة وإزالة الالتصاقات. لسوء الحظ، تميل معدلات الحمل إلى الانخفاض؛ لأن عملية العدوى غالبا ما تسبب تلف للأنابيب بشكل دائم، وفي كثير من الحالات يتشكل موه البوق والالتصاقات مرة أخرى. وعلاوة على ذلك، يعتبر الحمل خارج الرحم من المضاعفات الشائعة. ويمكن أن تتم التدخلات الجراحية عن طريق فتح البطن أو تنظير البطن.
وقد يخضع المرضى الذين يعانون من آلام مزمنة شديدة بسبب موه البوق والتي لا تستجيب للعلاج إلى الاستئصال الجراحي للأنبوب المتضرر أو حتى استئصال الرحم مع إزالة الأنابيب، وربما المبيضين.

### التلقيح الصناعي وموه البوق
مع ظهور التلقيح الصناعي الذي يتجاوز الحاجة إلى وظيفة قناة فالوب، أصبح هناك نهج للعلاج أكثر نجاحا متاحًا للنساء اللائي يريدن الحمل. وأصبح التلقيح الاصطناعي الآن العلاج الرئيسي للنساء المصابات بموه البوق لحدوث الحمل.
وقد أظهرت العديد من الدراسات أن مرضى التلقيح الاصطناعي الذين عانوا من موه البوق غير المعالج لديهم معدلات حمل أقل من غيرهم الأصحاء. وقد تم التكهن بأن السائل البوقي الذي يدخل تجويف الرحم يغير البيئة المحلية أو يؤثر على الجنين بطريقة ضارة. ومن ثَم، فإن العديد من المتخصصين يدّعون أنه ينبغي التخلص من موه البوق قبل محاولة التلقيح الصناعي.

## تاريخ
قد يكون ريجنير دي غراف أول من فهم وظيفة البوق الأساسية، ووصف موه البوق، وربط تطوره مع العقم عند النساء. وقد أصبح سبب العدوى معروفا جيدا للأطباء بحلول نهاية القرن التاسع عشر. ومع إدخال تصوير الرحم بالصبغة (1914) ونفخ البوق (1920) أصبح التشخيص غير الجراحي ممكنا. وتم استبدال الجراحة تدريجيا بالتلقيح الصناعي كعلاج رئيسي للعقم البوقي بعد ولادة لويز براون في عام 1978.

## روابط خارجية
- المنظمة الأمريكية للطب التناسلي fact sheet
- Medpix pictures of hydrosalpinx